# Малышев, Афанасий Петрович
Афанасий Петрович Малышев (1893—1942) — капитан Рабоче-крестьянской Красной Армии, участник Гражданской войны, Краснознамёнец (1923).

## Биография
Афанасий Малышев родился в городе Вельске (ныне — Архангельская область) в 1893 году. Окончил начальную школу, городское училище, двухгодичные учительские курсы. С 1913 года работал учителем в школе. В 1915 году Малышев был призван на службу в царскую армию. Окончил Виленское военное училище. Участвовал в боях Первой мировой войны на Румынском фронте, будучи прапорщиком.
После Октябрьской революции Малышев вернулся в родной город. Являлся одним из наиболее активных участников установления Советской власти в Архангельской губернии, избирался в волисполком. В 1918 году Малышев был призван на службу в Рабоче-крестьянскую Красную Армию. Командовал 6-й ротой 294-го стрелкового полка ВНУС (Войск внутренней охраны Республики), занимался охраной важной железной дороги Тамбов-Балашов, по которой в Москву доставлялось продовольствие. Особо отличился во время подавления крестьянского восстания на Тамбовщине под руководством Александра Антонова.
Приказом Революционного Военного Совета Республики № 202 от 31 декабря 1923 года командир роты Афанасий Петрович Малышев был награждён орденом Красного Знамени РСФСР.
После окончания войны Малышев был уволен в запас. Вернувшись на родину, работал учителем, инспектором районного отдела народного образования. В июне 1941 года Малышев вновь был призван на службу в Рабоче-крестьянскую Красную Армию и направлен на фронт Великой Отечественной войны, был заместителем командира батальона 32-й отдельной стрелковой бригады. 21 марта 1942 года Малышев погиб в бою. Первоначально был похоронен в деревне Малиновка Тосненского района Ленинградской области, после войны перезахоронен в братской могиле в городе Любань.
Заслуженный учитель школы РСФСР (1941).